# آگوست ببل

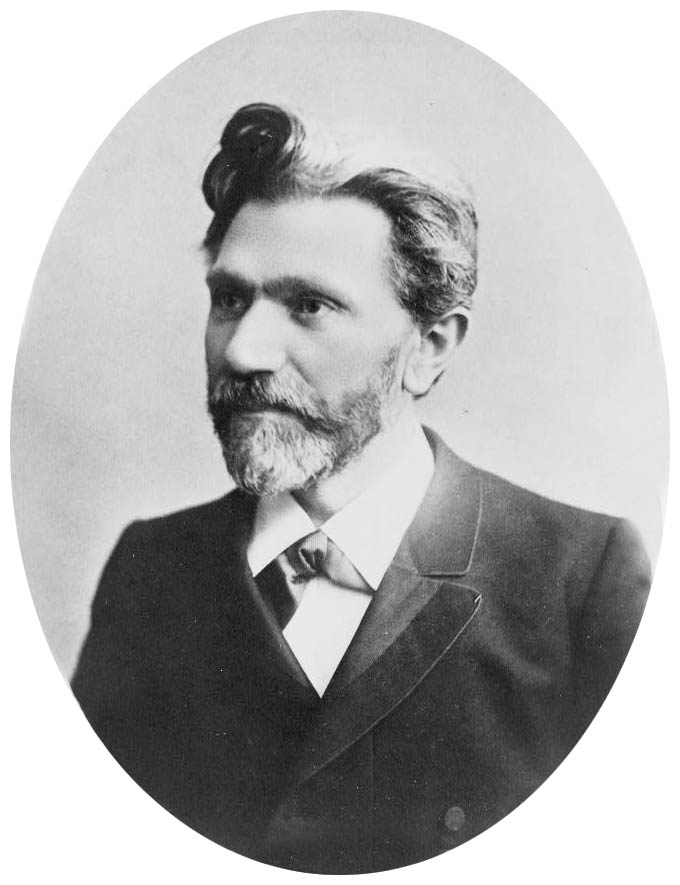
آگوست ببل

فردیناند آگوست ببل (August Bebel) (زاده ۲۲ فوریه ۱۸۴۰ – درگذشته ۱۳ اوت ۱۹۱۳) نویسنده، نظریه‌پرداز، سخنران و رهبر سیاسی آلمانی بود.
ببل، به همراه ویلهلم لیبکنخت از بنیان‌گذاران حزب سوسیال دموکرات آلمان بود.
از سال ۱۸۶۷، ببل عضو رایشتاگ بود.
از او آثار زیادی در مورد حقوق زنان، کار در جوامع سوسیالیستی آینده و ... به جا مانده است.

## زندگی
ببل در دویتز نزدیک کلن به دنیا آمد. او به سال ۱۸۶۰ به لیپزیگ رفت و کار به عنوان یک کارگر خراطی را آغاز کرد. تقریباً بلافاصله پس از آغار کار، او خود را جز جنبش سوسیالیستی طبقهٔ کارگر یافت.
به سال ۱۸۶۷، او به عنوان رئیس کمیتهٔ دائم اتحادیه‌های کارگری آلمان انتخاب شد.
در اواخر همین سال، او به عنوان نمایندهٔ حزب مردم ساکسون، عضو شورای آلمان شمالی، شد.
در ۱۸۶۹، او در آیزناخ، به موسسان حزب سوسیال دموکرات آلمان پیوست، حزبی که به انترناسیونال اول که توسط کارل مارکس در لندن تأسیس شد، بسیار نزدیک بود.